# Le Pingouin à sang froid
Pour plus de détails, voir Fiche technique et Distribution.
Le Pingouin à sang froid (The Cold-Blooded Penguin) est un court métrage d'animation américain, sorti initialement le 21 décembre 1944 au Mexique comme une séquence de Les Trois Caballeros. Il a été produit par les studios Disney.

## Synopsis
Pablo le  pingouin (le mot « pingouin » utilisé ici en langue courante désigne  l'oiseau qu'on nommerait   manchot en language plus formel), oiseau qui n'arrive pas à s'habituer à son Antarctique natale, préfère partir vers les mers plus chaudes de l'Amérique latine.

## Fiche technique
- Titre original : The Cold-Blooded Penguin
- Autres titres[2] :
  -  France : Le Pingouin à sang froid
  -  Suède : Pingvinen som frös
- Réalisateur : Bill Roberts
- Animateur : Milt Kahl, Joshua Meador, Harvey Toombs, Judge Whitaker
- Producteur : Walt Disney
- Société de production : Walt Disney Productions
- Distributeur : RKO Radio Pictures
- Date de sortie :
  - Première mondiale : 21 décembre 1944 au Mexique au sein de Les Trois Caballeros
  - Première aux États-Unis : 3 février 1945[1] au sein de Les Trois Caballeros
- Format d'image : Couleur (Technicolor)
- Son : Mono (RCA Sound System)
- Durée : 7 minutes 23 secondes
- Langue : Anglais
- Pays :  États-Unis

## Distribution

### Voix originales
- Sterling Holloway : le narrateur

### Voix françaises

#### 1erdoublage (1948)
- René-Marc : le narrateur
- Camille Guérini : le professeur Cosinus

#### 2edoublage (1978)
- Jean Berger : le narrateur
- Teddy Bilis : le professeur Holloway

#### 3edoublage (1991)
- Hervé Jolly : le narrateur
- Daniel Gall : le professeur Holloway